# Maria Ripoll i Julià
Maria Ripoll i Julià   (Barcelona, 1964) és una directora de cinema catalana. És una de les realitzadores més taquilleres de la història del cinema espanyol. Nascuda a Barcelona, va estudiar a l'American Film Institute de Los Angeles (Califòrnia). El 2000 va estar nominada al Premi Goya al millor director novell i el 2014 va guanyar el Premi Gaudí a la millor pel·lícula en llengua catalana per Rastres de sàndal.

## Filmografia
- 1996: El domini dels sentits (segment "L'oïda")
- 1998: The Man with Rain in His Shoes
- 2001: Tortilla Soup
- 2003: Utopía
- 2006: La teva vida en 65'
- 2014: Rastres de sàndal
- 2015: Ara o mai[2]
- 2016: No culpis el karma del que et passa per gilipolles
- 2020: Vivir dos veces
- 2022: Nosaltres no ens matarem amb pistoles[3]